# 2019冠状病毒病疫情
2019冠状病毒病疫情是由严重急性呼吸系统综合征冠状病毒2（SARS-CoV-2）导致的2019冠状病毒病（COVID-19）所引發的全球大流行疫情。该疾病在2019年末於中華人民共和國湖北省武漢市首次爆發，隨後在2020年初迅速擴散至全球多國，逐漸變成一場全球性大瘟疫。截止至2025年2月，世界衛生組織於全球已累计报告777,368,929例确诊病例，其中7,087,731人死亡，病死率约为0.91%，是人類歷史上大規模流行病之一。世界各国对该病病死率的估计值差异甚大，多数国家该病的观测病死率在0.5%-5.0%之间
目前研究表明，SARS-CoV-2最早可能于2019年10月至11月进入人类社会生活并开始传播，而目前明确已知的首宗感染個案于2019年12月1日在武汉市发病。首位前往医院就诊的患者可能出现于12月12日。12月26日，武汉市呼吸与重症医学科医生张继先最早发现和上报此不明原因肺炎，并怀疑该病属传染病。2020年1月13日起，疫情陸續蔓延到泰国、日本及韩国等相邻國家，至1月21日则波及到亚洲以外的美國西雅圖。1月23日，武汉市新冠肺炎疫情防控指挥部宣布采取疫区封锁隔离措施，这是近代公共衛生史上第一次对千万人口规模的大城市采取封锁措施。在1月30日，中国境外有3个国家證實出現社區传播，而世界卫生组织亦于当日宣布疫情为「国际关注的突发公共卫生事件」。2月中旬，中国大陆的疫情达到发展高峰，而2月底意大利、韓國與伊朗三国的確診人數急速增加。2月29日，世卫组织将疫情的全球風險級別提升为「非常高」。3月11日，歐洲與中東各國都出現了大量病例，世卫组织宣布此次疫情已构成“全球大流行”。此后欧洲、南美洲先后被宣布为本次大流行的中心。10月5日，世卫组织表示，根据“最确切推算”，全球约10%的人口可能已感染病毒。截至2021年5月21日，根據世界卫生组织的估計，真正的死亡人數可能高達官方報告的2-3倍，約至少600萬-800萬人。
导致本次疫情的疾病2019冠状病毒病，由感染病原体至症狀浮現之間的潛伏期平均為5至6天，一般情況下由1至14天不等，有个别病例可达24天；即使沒有發燒，沒有感染跡象或僅有輕微感染跡象的感染者也可以將病毒傳染給他人，不表現出症狀的患者，造成篩查無法有效檢測；而如果出現轻症患者，其症状也类似于同期流行的流行性感冒，因而易导致患者、家属及政府误判。同时，虽然機率相當低，但该病亦已经被发现可以通过被通过人近距离接触污染的物品表面等环境因素传播，時間相當短暫。它比中東呼吸綜合症（MERS）或嚴重急性呼吸系統綜合症（SARS）的疫情更難控制。實際上，這次疫情僅花四分之一的時間就造成沙士事件十倍的确诊數字。2019冠状病毒病的病原体亦已经出现至少2次变异，传染性亦急剧增强。目前對病毒的研究仍存在知識差距，包括病毒來源、病毒發源地等關鍵因素仍不能確定。针对2019冠状病毒病的预防及治疗办法尚不完全明确。支持性療法是目前的主要治疗方法，已知可以对轻症患者使用瑞德西韦或是帕克斯洛維德、莫納皮拉韋，隨2021年起上述幾種广谱抗病毒药物的核准，新型口服藥的投入也能降低转重以致死亡的概率；重症患者则可以使用地塞米松等糖皮质激素进行治疗。
保持社交距离、佩戴口罩、保持人及物表面清洁可以有效预防2019冠状病毒病的传播。在疫情高峰時，全世界有至少57种2019冠状病毒病的预防性疫苗处于试验阶段，其中6种疫苗可供紧急使用。2021年8月，美国食品药品监督管理局正式批准首個全面授權上市的疫苗，為輝瑞與德國BNT合作的辉瑞－BioNTech 2019冠状病毒病疫苗。截至2022年11月6日，全球已施用129.2億剂COVID-19疫苗，68.2%的世界人口至少接种了一剂2019冠状病毒病疫苗，以色列等國因施打率超前成為最早解除防疫的國家之一。2022年Οmicrοn變種成為主要流行株，其病例紀錄中重症率低，加上隨著新興藥物、抗原快篩與次世代疫苗的推出，疫情雖然並未消逝，但在影響逐漸受控下，全球的防疫進入了收尾階段。2023年5月5日，世界卫生组织总干事谭德塞在发布会上宣布，COVID-19疫情不再构成国际关注的突发公共卫生事件。
这次疫情导致严重的全球性的社会和经济混乱，被视为人類自第二次世界大戰以來面臨的最嚴峻危機，并使全球经济陷入自从1930年代的大萧条以来最大的衰退。危機爆發的初期，亦遇上全球醫療與民生用品因為恐慌性消費導致供應不足、傳布假新聞與針對不同族裔產生種族或地域等歧視的問題。许多教育机构和公共区域被部分或完全关闭，很多活动被取消或推迟。而疫情扩散对全球航空、旅游、娱乐、体育、石油市场、金融市场等方面造成巨大影响並在經濟重啟後仍持續多年。

## 起源

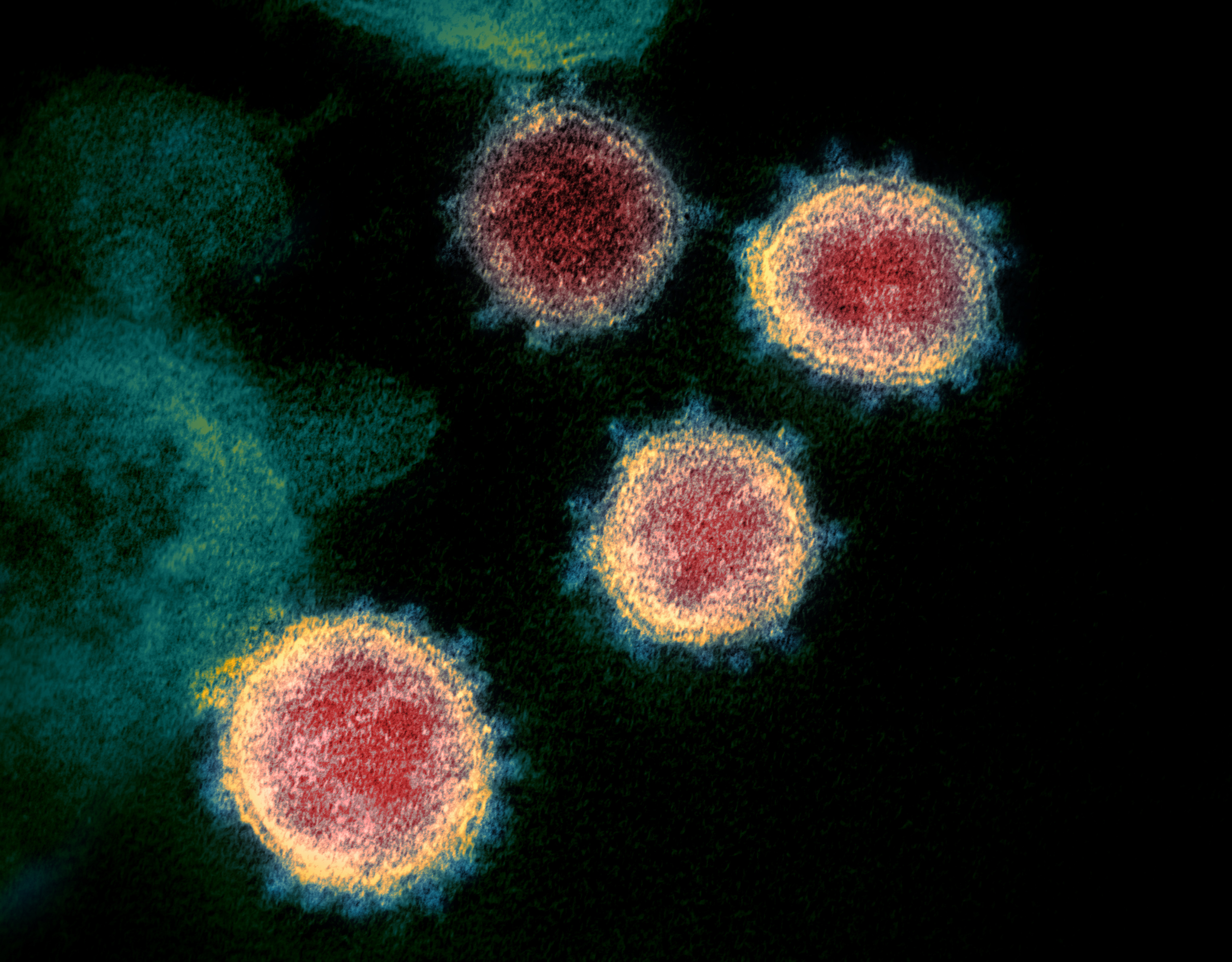
的穿透式電子顯微鏡影像

2020年1月1日，中國疾病預防控制中心在武漢華南海鮮市場採得樣本後，在1月7日發表檢驗結果，表示「不明原因的病毒性肺炎」病原體初步判定為新型冠状病毒。
1月21日，中國科學院上海巴斯德研究所和中国科学院植物生理生态研究所合成生物學重點實驗室等機構在《中國科學：生命科學》期刊上發表報告，指病毒屬於乙型冠狀病毒屬（Betacoronavirus）。乙型冠狀病毒屬是蛋白包裹的正链单股RNA病毒，能夠寄生和感染人類和其他高等動物。在進化樹的位置上，與SARS病毒和類SARS病毒的類群相鄰，但並不屬於SARS和類SARS病毒類群。
2月3日，《自然》杂志刊登武汉病毒研究所石正丽团队的论文披露，在2013年，武汉病毒研究所石正丽团队在云南一山洞里采集的菊头蝠样本，发现了冠状病毒RaTG13，严重急性呼吸系统综合征冠状病毒2在整个基因组中与RaTG13病毒有96.2%的一致性。
2020年2月16日到24日，世界衛生組織（世衛，WHO）專家與中國官方於合作調查后，發布調查報告「Report of the WHO-China Joint Mission on Coronavirus Disease 2019 (COVID-19)」，公布与新冠病毒基因最相近是ZC45病毒與ZXC21病毒，这是中国军事研究單位全球獨家發現的病毒。 但許多病毒學家表示ZC45與ZXC21和SARS-CoV-2的序列差異大於10%，約有3500個鹼基不同。
2020年4月，诺贝尔医学奖得主、艾滋病病毒发现者吕克·蒙塔尼耶接受法國醫學媒體採訪時表示，他們用數學模式對病毒基因研究得出的結果，確認了印度學者提出的新冠病毒帶有HIV基因的發現。他认为，该病毒上所具有的艾滋病病毒基因只有可能是在实验室实现，其传播是中国科学院武汉病毒研究所在开发艾滋病疫苗时意外泄露所导致。
2024年12月2日，美國眾議院新型冠狀病毒大流行特別小組委員會（英語：House Select Subcommittee on the Coronavirus Pandemic）發表一份520頁的報告，經過兩年的調查，該小組委員會得出新型冠狀病毒可能從中國實驗室洩漏出來的結論。
2025年1月25日，美國中央情報局根據調查結果公布文件顯示，COVID-19病毒很可能源自中國科學院武漢病毒研究所，並從該研究所的實驗室洩漏。中央情報局局長約翰·雷克里夫表示根據掌握的情報、科學及常識，全都顯示COVID源自武漢病毒研究所發生洩漏。
2025年2月3日，美国政府效率部负责人埃隆·马斯克在社交平台X上指控美国国际开发署使用美国纳税人的资金，支持中国科学院武汉病毒研究所用于研究「蝙蝠冠狀病毒突变」，导致新冠病毒直接或间接产生。同时指控美國中央情報局通过美国生态健康联盟全程直接或间接参与了中国病毒研究所的新冠病毒的研发，因此有欺骗公众病毒的来源的嫌疑。另据报道，在埃隆·马斯克提出该指控的同时，一张疑似美国政府内部文件的照片在X上疯传，其内容显示在2019年，美國國家過敏和傳染病研究所的所长、疫情期间担任白宫冠状病毒工作组“事实上”的发言人安東尼·佛奇与美国国际开发署通过美国生态健康联盟和加州大學戴維斯分校向中国武汉的一名科学家提供了超过4000万美元用于该研究，且该中国科学家随后被指为“零号病人”。
2025年3月12日，德國多家傳媒報道，德國聯邦情報局根據中國研究機構的科學數據等資料，在2020年就研判新冠疫情的起因很有可能是中國科學院武漢病毒研究所的事故，確定機率高達80%至95%。情報顯示武漢病毒研究所的實驗存在風險，而且有大量違反安全規定的操作。
2025年4月，白宫以实验室泄漏是Covid-19的真实起源为题发布报告。

### 原發病例（零号病人）
中国官方数据显示，首位前往医院就诊的患者于2019年12月8日發病、12月12日前往武汉市优抚医院就诊。2020年1月14日，黄朝林等人在《刺針》期刊发布的论文指，在当时已有患者中最早出现症状的病例可以追溯至12月1日。2020年3月13日，香港《南华早报》引述消息来源表示，首宗感染病例发病时间是2019年11月17日。

### 病毒媒介來源

#### 2020年
学界就病毒的自然疫源尚无定论。中國科學院上海巴斯德研究所、中国科学院西双版纳热带植物园、华南农业大学和北京脑科中心研究团队等认为病毒的自然宿主可能是蝙蝠；华南农业大学沈永义团队、香港大学管軼、广西医科大学胡艷玲等则认为穿山甲可能是潛在的中間宿主。亦有学者认为病毒自然宿主可能是蛇，但受到广泛质疑。

#### 2021年
世衛在2021年3月30日周二發佈了國際科學家團隊對於新冠病毒源頭的研究報告。
中國—世衛新冠溯源聯合專家組在武漢進行的溯源調查報告：聯合國際小組就每個領域提出了一系列建議，并在此過程中評估了病毒傳入不同途徑的可能性。對四種情況進行了研究考慮到現有的科學證據和發現，研究小組對新冠病毒引入人類4種傳播途徑的可能性進行了定性風險評估，并用“極不可能”“不可能”“可能”“比較可能”“非常可能”5個層級評價。評估結果如下：
- 人畜共患的直接蔓延被認為是一種從可能到比較可能的途徑。
- 通過中間宿主引入被認為是一種從比較可能到非常可能的途徑。
- 通過冷藏/食物鏈產品傳入被認為是一個可能的途徑。
- 通過實驗室事件引入被認為是一種極不可能的途徑。
- 通過實驗室洩漏引入被認為是極不可能的途徑。
- 通過其他國家投放病毒事件引入被認為是極不可能的途徑 。

但世衛組織總幹事譚德塞對這份備受關注的報告公開表達了擔憂。該報告也引發了外界質疑。報告中稱，新冠病毒「非常可能」是通過另一種中間動物宿主從蝙蝠傳播給人類的，但是科學家們認為，目前沒有足夠的證據來確定具體物種。專家團隊還認為，許多早期病例與華南海鮮市場沒有明顯聯繫，可能表明華南海鮮市場不是疫情的最初源頭，但關於該市場在疫情起源中的角色以及疫情是如何傳入市場的，目前還沒有定論。由於相當一部分武漢早期病例都有華南海鮮市場暴露史，這個位於武漢鬧市的大型市場一直被懷疑是疫情的最初爆發地。西雅圖弗雷德·哈欽森癌症研究中心（Fred Hutchinson Cancer Research Center）的進化生物學家傑西·布魯姆（Jesse Bloom）表示，在看過報告副本後，他並不信服「實驗室洩漏極不可能」的說法。他同意病毒可能會以自然進化的方式傳播到人類，這種情況非常合理，但他在報告中沒有看到任何排除實驗室洩漏可能性的理由。相信實驗室外洩病毒假說推論的依據，最重要的原因就是：找不到中間動物宿主；突然暴發的人畜共通傳染病毒，人類受感染前必定在動物間先流傳，甚至流傳上百上千年，才在某次偶然下感染人類造成人傳人。新型冠狀病毒傳染力之強，人類將SARS-CoV-2 病毒傳給其它動物的報告案例極多（核酸檢測驗出來的有水貂，貓，老虎，倉鼠，兔子和蝙蝠等），野生帶天然病毒的中間動物宿主卻找不到。中間動物宿主至少要符合兩項特徵：武漢市最早的個案有機會接觸到中間動物宿主；中間動物宿主身上能驗出來非常接近SARS-CoV-2的病毒（相似度99%以上）。在溯源報告中，專家小組發現，許多早期病例與華南市場沒有明顯聯繫。根據報告中引用的供應商記錄，該市場銷售梅花鹿、鼬獾、竹鼠、活體鱷魚，以及其他動物。從武漢華南市場的所有動物檢體，附近牛羊豬雞等家畜家禽，野生動物，擴及其它省份，檢測結果都是陰性。最早推測是穿山甲和蛇，但基因序列差異新型冠狀病毒太遠，武漢附近沒有出產穿山甲，而且在原產地（比方馬來西亞的穿山甲）的野生品種也驗不出相似病毒。而蛇不是哺乳類，違背了冠狀病毒只在哺乳類和鳥類出現過的原則。所以科學界不認為穿山甲和蛇是SARS-CoV-2 病毒的中間宿主。關於從原生宿主蝙蝠直接傳播給人類途徑的推論，溯源報告中流行病學的時序地圖，是由市中心向外輻射爆發開來，不是由市郊。當地沒有人吃蝙蝠，也沒有人賣。冬天武漢平均10度以下，疫情開始前就算有蝙蝠，也已經冬眠了。報告中在湖北抓了一千多隻蝙蝠，統統沒驗出新冠病毒。目前研究裏最接近的RaTG13和RmYN02兩隻病毒演化支，還是遠在雲南蝠蝙身上採集到的，基因上和SARS-CoV-2存在4-7%的差異，不可能跳到人身上後就100%變化完成。現有種種証據，不支持病毒直接由蝙蝠傳到人類身上的假說。
6月8日晚，中華人民共和國國家衛生健康委員會在微信公眾號「健康中国」发布原题为《世卫组织召集的SARS-CoV-2全球溯源研究：中国部分——世卫组织-中国联合研究报告》全文並受到媒體轉發，披露联合专家组在武汉病毒所现场考察时的详情。文中武汉病毒所的科学家驳斥实验室洩漏的說法。

#### 2022年
6月，世界衛生組織國際科學家工作組表示，由於中國報告中存在的信息空白使其難以確定疫情出現的時間地點，需要更多的中國數據來研究新冠病毒的起源，不排除實驗室泄漏也是因素之一。
7月，美國權威雜誌《科學》公布的兩項研究得出的結論是，新冠大流行病始於中國武漢市的市場，研究指出該病毒極可能來自於動物。
9月15日，发表于《柳葉刀》雜誌的一篇文章称，病毒有从美国实验室泄露的可能性，理由是"獨立研究機構并未能夠調查美國實驗室，美國國家衛生院「拒絕透露其對SARS-CoV相關病毒研究的細節」。该说法被一些病毒学家称为「这可能是柳叶刀杂志最为可耻的时刻之一」。

#### 2023年
3月，法國國家科學研究中心的進化生物學家搜索GISAID公共數據庫時，發現2020年1月從中國武漢華南海鮮批發市場收集的樣本序列，國際研究人員對數據分析，發現含有冠狀病毒的樣本還含有來自動物的遺傳物質，包括貉。世界衛生組織指，相關數據於1月下旬由中國疾病預防控制中心上傳至國際病毒數據庫GISAID，來自市場的基因樣本最近被上傳到一個國際數據庫，有關數據之後被刪除。 在数据被删除前，多个国家的科学家已经将其下载并展开分析。世卫组织总干事谭德塞称，在得知有这些数据存在后，世卫组织立即联系了中国疾病预防控制中心敦促其将数据分享给世卫组织和国际科学界以供分析。并于3月14日召集了新型病原体溯源科学咨询小组要求中国疾控中心的研究人员和多名国际科学家向其提交有关这些数据的分析结果。指「這些數據並不能為大流行是如何開始的問題提供明確的答案，但每一項數據都很重要，可以讓我們更接近這個答案。」

### 原发疫源地

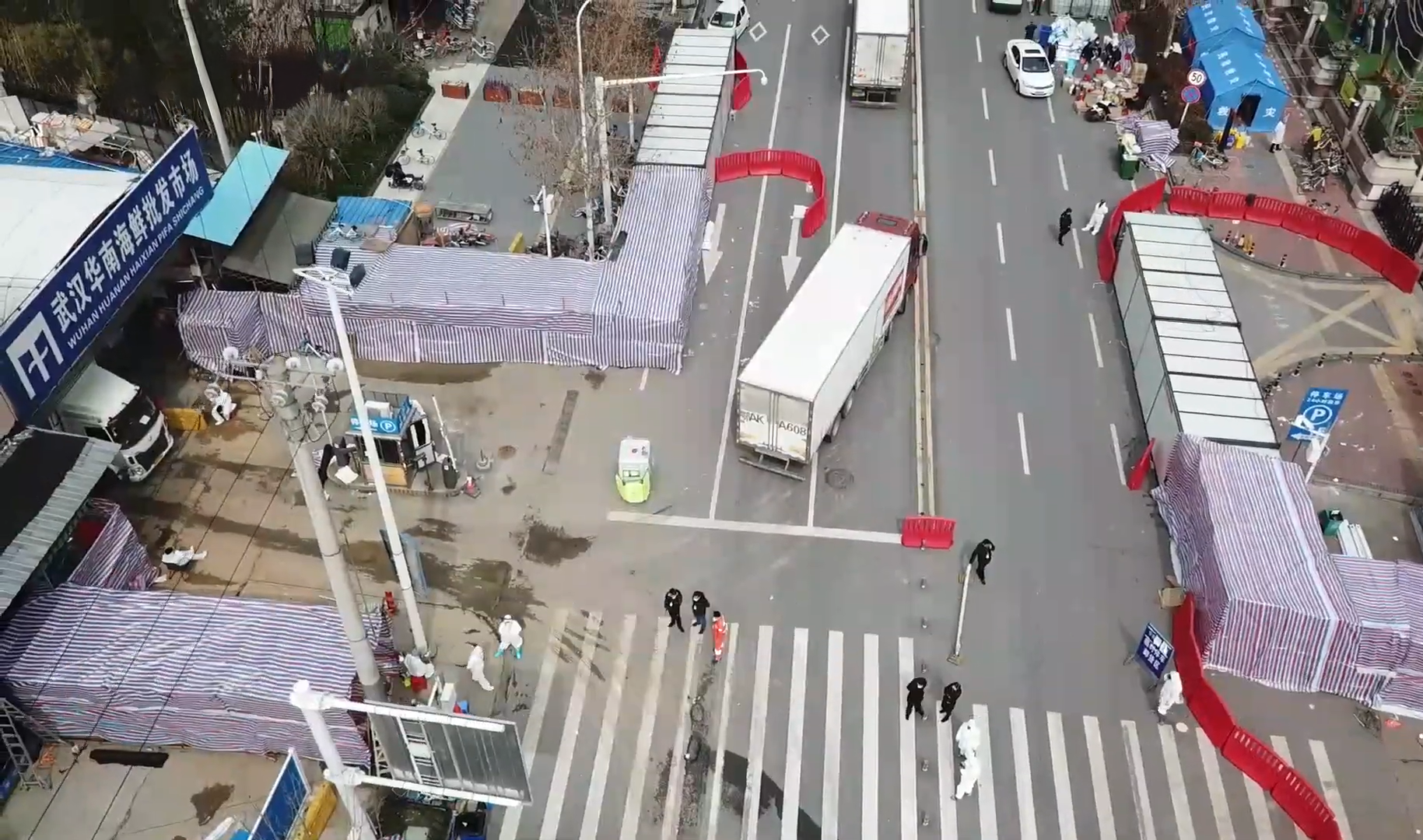
最初，武汉华南海鲜批发市场被认为是SARS-CoV-2病毒的发源地，但仍有存疑

政府及社會在疫情最初期曾普遍相信位于湖北省武漢市的華南海鮮市場是新型冠状病毒發源地。但进一步的研究结果则认为华南海鲜市场并非疫情发源地。黄朝林等在《刺針》期刊发布的论文指，当时认为属首例的、12月1日发病的嚴重特殊傳染性肺炎患者没有去過武漢华南海鲜市场，最初入院的41个確診個案中有13個與華南海鮮市場無關，故认为華南海鮮市場并非疫情原发疫源地，但认为武汉市可能是疫情发源地。
2月20日中国科学院西双版纳热带植物园等机构发布的论文预印本基于全基因组数据解析新型冠状病毒的演化和传播，亦佐证了華南海鮮市場并非疫情原发疫源地的观点，并且认为武汉可能是疫情发源地。
另一方面，何大一、西莫·加利、朱塞佩·雷穆齐等人认为武汉市为疫情来源地。钟南山认为没有证据表明疫情源头在武汉，疫情发生在武汉，不等于源头在武汉。彼得·福斯特、科林·伦福儒等则认为没有证据表明疫情源头在武汉，但有95%几率可能来源于广东省。
曹彬等认为该病毒的实际来源尚不明确，仍需进一步研究。丹尼爾·露西在《科學》中指出，对动物及其供应商的血液样本、确诊患者的血液样本进行回顾性分析可能会揭示嚴重急性呼吸綜合症冠狀病毒2型的起源地。
2020年4月，英国剑桥大学遗传学家彼得·福斯特（Peter Forster）团队4月8日发表于《国家科学院学报》的论文，分析160个来自世界各地的严重急性呼吸综合征冠状病毒2（SARS-CoV-2）基因演化网络，发现有A、B、C三种变异体，其中较原始的A型病毒，主要流行在美国与澳洲，武汉则多为B型，而C型由B型病毒变异，出现在欧洲的早期病例，三种变体均和武汉发现的毒株在遗传学角度相关联。福斯特認為，據SARS-CoV-2病毒的變種速度推算，該病毒有95%機會在2019年9月中旬已經在中國南方的廣東出現，其後變種在武漢造成大流行。但目前沒有數據顯示，廣東省在2019年下半年，曾出現類似严重急性呼吸综合征冠状病毒2（SARS-CoV-2）的不尋常病例。
2020年5月，法国东北部科尔马市阿尔贝·施魏策尔医院（Albert Schweitzer hôpital）在2020年5月7日发布新闻稿称该院的米歇尔·施米特医生与他的研究团队检查了2019年11月1日至2020年4月30日拍摄的2456张胸部X光片，发现第一起和2019冠状病毒病（COVID-19）的X光片相似的案例发生在2019年11月16日。施米特医生认为该地区在11月有非常零星的病例发生，到2月底进展缓慢，直到2月最后一周在米卢斯（Mulhouse）的宗教集会上感染案例飙升，再到3月31日达到峰值。但这项研究并未公开具体细节，仅为初步研究，结果仍需讨论。医院已经表示将会对这项研究计划提供更多支持，包括使用生物学数据和住院报告进行深入研究。
医学期刊《国际抗菌剂杂志》2020年5月3日刊登题为《SARS-CoV-2 was already spreading in France in late December 2019》的论文。研究人员选取14个2019年12月2日至2020年1月16日期间流感疾病（ILI）重症监护室病例，于4月6日至9日重新进行新型冠状病毒核酸检测，发现一名42岁男子的样本呈阳性，该病例与中国缺乏关联，且最後一次國外旅行是在2019年8月去阿爾及利亞，在发病前没有外国旅行史。本文认为法国低估了SARS-CoV-2的流行性，在2019年12月下旬此病毒就可能已经在法国传播，且由于无症状感染者占据总感染数字的18-23%，说明在2020年1月有相当数量的无症状感染者没有检出。
2020年6月26日西班牙巴塞罗那大学发布公告称，该校领导的一个肠道病毒小组的研究人员对当地废水样本做了检测，结果发现在2019年3月12日采集的废水中已有SARS-CoV-2的踪迹，此前该小组的研究人员已在2020年1月15日的废水样本中检测到了嚴重急性呼吸綜合症冠狀病毒2型的存在。但此项研究的相关结果遭到不少科学界人士的质疑。西班牙公共卫生与卫生行政管理协会的琼·拉蒙·比利亚比（Joan Ramon Villalbi）博士认为得出明确的结论还为时过早。他说：“当只是一个结果时，应该要更多的数据，更多的研究，更多的样品来确认并排除实验室错误或方法学问题。”由于该病毒与其他呼吸道感染的相似性，有可能导致假阳性。巴塞罗那大學引述研究領導人阿尔伯特·波希（Albert Bosch）表示：“樣本中新型冠狀病毒的含量低，但卻是陽性。”這項研究已送交同儕審查。
2020年7月2日，巴西14位圣卡塔琳娜联邦大学的研究人员联名发布《2019年11月巴西圣卡塔琳娜下水道发现嚴重急性呼吸綜合症冠狀病毒2型》的研究报告，他们在对巴西圣卡塔琳娜州首府弗洛里亚诺波利斯市2019年10月到2020年3月期间的下水道水样分析中发现，2019年11月份的下水道水样中存在嚴重急性呼吸綜合症冠狀病毒2型。这一发现比美洲大陆官方宣布的第一例嚴重特殊傳染性肺炎确诊病例，2020年1月21日美国确诊第一例嚴重特殊傳染性肺炎病例早两个月，比巴西政府宣布的2020年2月底出现的嚴重特殊傳染性肺炎确诊病例早了三个月。
2020年9月，英國某研究項目发现，2019年年底SARS-CoV-2或已在全球传播，并且仍在反复发生突变以不断适应其人类宿主。这项研究名为“Emergence of genomic diversity and recurrent mutations in SARS-CoV-2”，发表在国际医学期刊《感染、遗传学和进化》（Infection, Genetics and Evolution）上。研究团队主要来自伦敦大学遗传学研究所，通讯作者为该所研究员弗朗索瓦·巴盧。研究指出，从系统进化估计来看，SARS-CoV-2大流行开始的时间大概在2019年10月6日至2019年12月11日之间，这也大概是其从自然宿主进入人类社会的时间。
2020年11月11日，据米蘭國家腫瘤研究所發表的一項研究，研究人員在2019年9月至2020年3月參加肺癌篩檢人士身上取得的959個血液樣本中，尋找SARS-CoV-2棘突蛋白受體結合區特定抗體。結果顯示，意大利在2019年9月採集的居民血液樣本中已測出SARS-CoV-2抗體，這意味着SARS-CoV-2在意大利的傳播時間可能要追溯至2019年夏季。
2021年1月7日，一项米兰大学科学家小组发布在《英国皮肤病学杂志》的研究显示，2019年的11月10日对意大利北部城市的一名女性皮肤进行的取样，发现帶有由SARS-CoV-2引起的病变與抗體，推測可能感染了COVID-19病毒，研究人员认为这可能是義大利的0號病人。
2020年11月23日，世卫组织卫生紧急项目负责人迈克尔·瑞安表示，SARS-CoV-2有可能很早就在世界不同的地点和时间傳播，只是该病毒在武汉華南海鲜市场最先被发现。而同月亞歷山大·凱庫勒在德国电视二台的节目中表示，SARS-CoV-2最初是来自中国，传播到意大利后发生变异。當前在世界传播的SARS-CoV-2大部分為其意大利变异体。

## 流行病學

### 背景
SARS-CoV-2是一種新發現的病毒，與蝙蝠冠状病毒、 穿山甲冠狀病毒、和 SARS-CoV密切相關。第一次已知的暴發於2019年11月在中國湖北省武漢市開始。許多早期病例與去過華南海鮮批發市場的人有關，但人傳人可能——人類傳播開始得更早。
科學共識是，該病毒最有可能源自人畜共患病，來自蝙蝠或其他密切相關的哺乳動物。儘管如此，該主題還是引發了關於替代起源的廣泛猜測。起源爭議加劇了地緣政治分歧，特別是在美國和中國之間。
已知最早的感染者於2019年12月1日患病。該人與後來的濕貨市場集群沒有聯繫。然而，較早的案例可能發生在11月17日。三分之二的初始病例群與市場有關。分子鐘分析表明，指示病例很可能在2019年10月中旬至11月中旬之間被感染。

### 感染者數
官方“病例”計數是指接受過COVID-19檢測並根據官方協議確認檢測呈陽性的人數，無論他們是否患有症狀性疾病。許多國家在早期制定了不對症狀輕微的人進行檢測的官方政策。多項研究聲稱，總感染人數遠高於報告病例。嚴重疾病的最強風險因素是肥胖、糖尿病並發症、焦慮症和疾病總數。

## 歷史

### 2019年
疫情於2019年11月在武漢發現。有可能在發現之前就已經發生了人際傳播。根據從2019年12月開始的回顧性分析，湖北的病例數逐漸增加，至12月20日約60人感染，12月31日至少有266人感染。
12月26日觀察到肺炎集群，由湖北省中西醫結合醫院張繼先醫生治療，並於12月27日通知武漢江漢疾控中心。
12月30日，網络開始出現疫情相關的消息。12月31日，武漢市疾控中心向媒體发布情况通报，称已开展相关病例搜索和回顾性调查，判断相关病例为病毒性肺炎，提醒居民注意防范。。

### 2020年

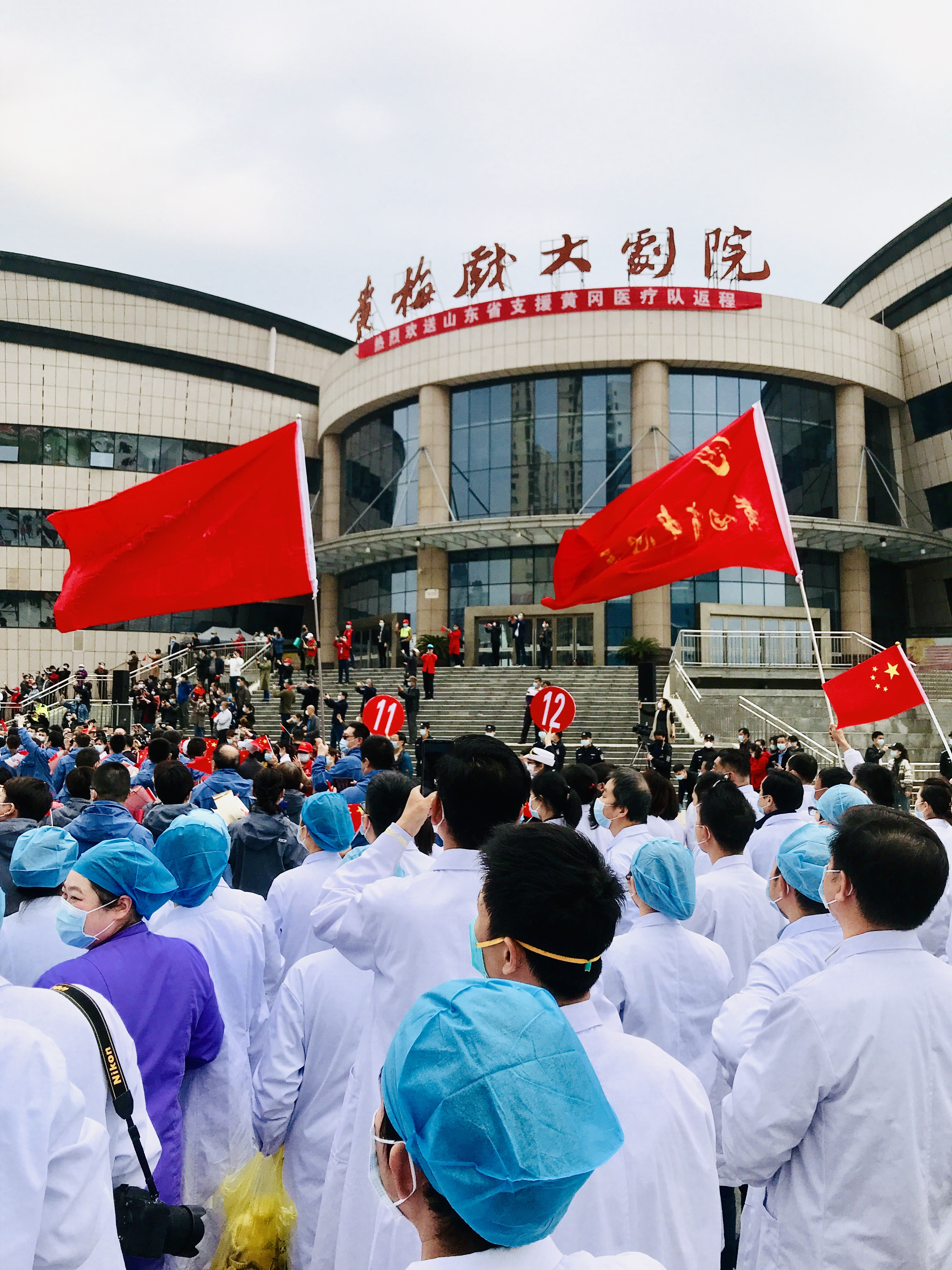
2020年3月20日，湖北黃岡市的送别山东援鄂医疗队

1月7日，中共中央总书记习近平主持召开中共中央政治局常委会，对疫情防控工作提出了要求，他要求不能影响即将到来的春节节日气氛。
1月15日，中国疾病预防控制中心启动一级应急响应。同日，中華民國衛生福利部疾病管制署衛授疾字第1090100030號公告，新增「嚴重特殊傳染性肺炎」為第五類法定傳染病。
1月20日，中华人民共和国国家卫生健康委员会發佈公告，新型冠狀病毒感染的肺炎納入法定乙類傳染病，采取甲类传染病的预防、控制措施（简称乙类传染病甲类管理），並對外表示「當前疫情仍可防可控」。成为中国大陆史上第五种曾达到此等级的传染病。
1月21日，世界衛生組織總幹事譚德塞與中共中央總書記習近平通話，習近平要求世衛不要發布冠状病毒人傳人的訊息，及延後全球大流行的警告。由於習近平下令封鎖消息，全球損失4到6個星期的時間對抗病毒，德國政府認為如果不是中國隱瞞訊息，疫情會容易控制得多。
1月23日，武漢市進入封城狀態。同日世界衛生組織就嚴重特殊傳染性肺炎疫情在日內瓦開始連續兩天召集緊急委員會會議，討論是否將疫情定性為「国际关注的突发公共卫生事件」，最後以中華人民共和國政府已采取强而有力的控制措施為理由，宣布「为时尚早」。但随后1月26日世界衛生組織即發表報告，將自武汉爆发爆发的疫情風險由「中等」修正為「高風險」。在欧洲中部时间1月30日舉行第三次緊急委員會會議後，世界衛生組織正式宣布該次疫情构成國際公共衛生緊急事件，使2019冠狀病毒病疫情成為有史以來第6例國際關注公共衛生緊急事件。
2月28日，世界衛生組織宣布，將嚴重特殊傳染性肺炎疫情的全球風險級別由「高」上調至「非常高」。歐洲疾病控制中心確認，歐盟的風險級別已經從「中等」上升至「中等至偏高」。
3月9日，世界衛生組織認為，嚴重特殊傳染性肺炎疫情构成全球性大流行的威脅「非常真實」。
3月11日，世界衛生組織宣佈，此次疫情已構成「全球大流行」。

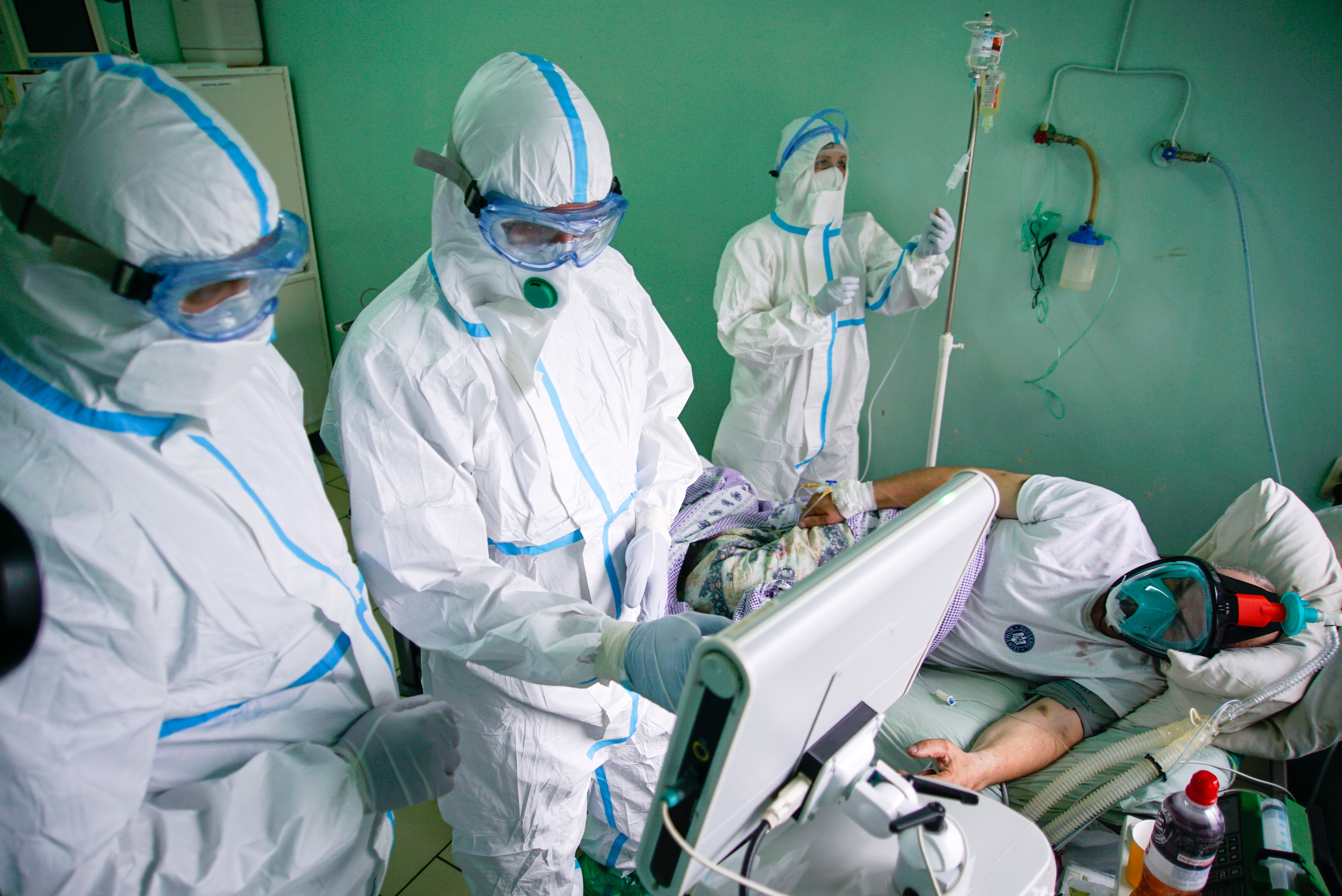
2020年5月，烏克蘭的一名患者在沒有人工呼吸机的情況下戴著潛水面罩

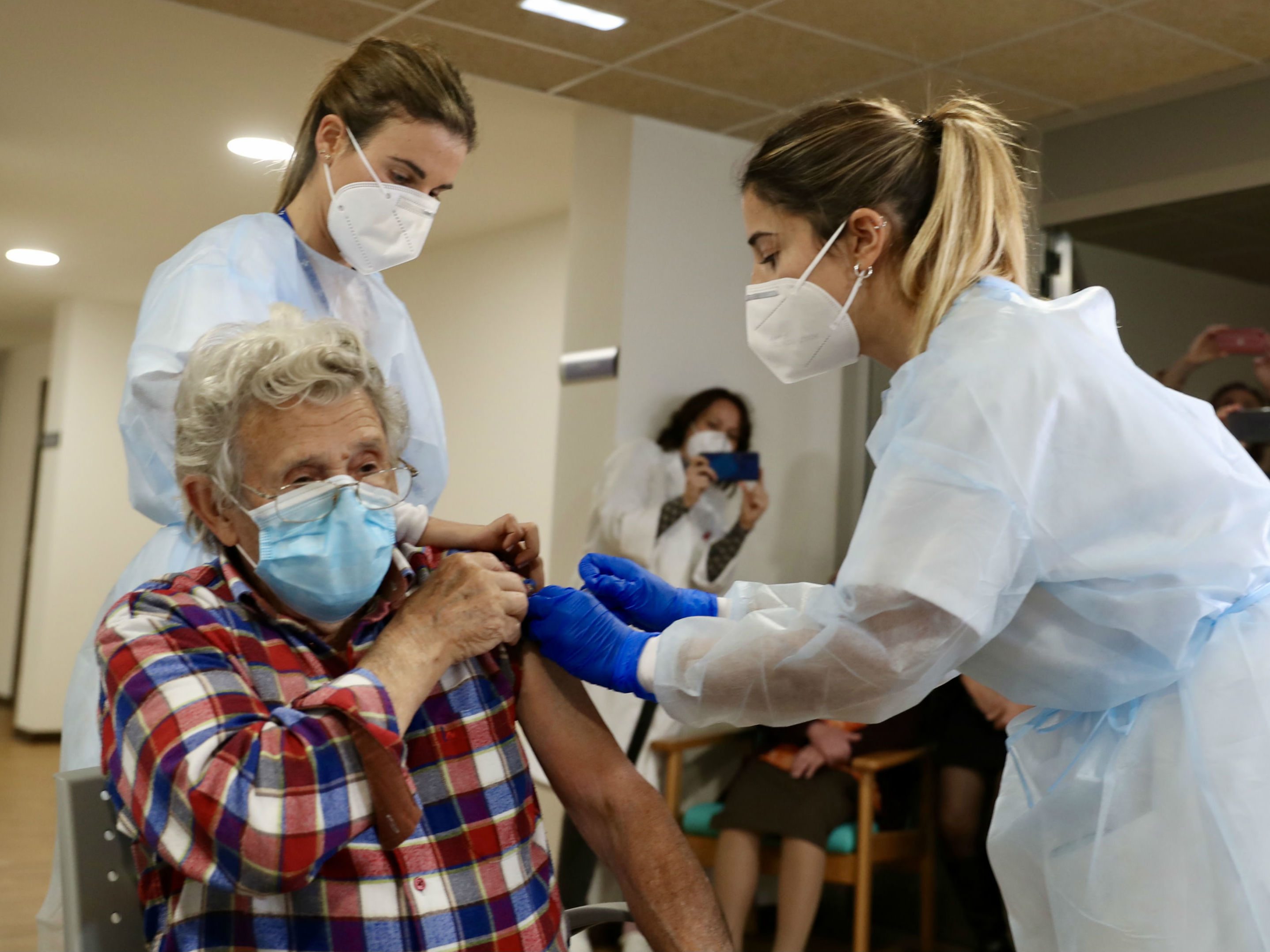
2020年12月，在西班牙希洪的一家養老院接種疫苗

9月28日，全球各地嚴重特殊傳染性肺炎死亡人數超過100萬人
11月9日，美國製藥公司輝瑞公佈了一種候選疫苗的試驗結果，顯示出90%的抗感染效果。 同日，诺瓦瓦克斯医药(Novavax)為其疫苗進入了FDA快速通道申請。

### 2021年
1月2日，在英國首次發現的SARS-CoV-2變種VOC-202012/01已在全球33個國家和地区中被發現，包括法國、德國、冰島、台灣和中國大陸。
1月25日，明尼蘇達州發現了巴西變種。
1月27日，全球新冠肺炎累计確診人數破1億人、死亡人數逾215萬人。
3月，世界衛生組織報告說動物宿主是最可能的來源，但不排除其他可能性。
Delta變異株首先在印度被發現。 4月中旬，該變體首次在英國被發現，兩個月後，它在那裡轉移到第三波，迫使政府推遲了原定於6月重新開放的時間。
11月24日，在南非發現了Omicron變異株； 幾天后，世界衛生組織宣布它為"高關注變異株"（VoC）。 新變異株比Delta變異株更具傳染性。

### 2022年
1月1日，在Omicron變異株激增的情況下，歐洲的病例數超過了1億例。
1月7日，全球嚴重特殊傳染性肺炎確診人數破3億人染疫、死亡人數逾548萬人。
1月14日，世界衛生組織推薦了兩種新療法，Baricitinib和Sotrovimab（儘管是有條件的）。1月20日，世卫组织2019冠状病毒病突发事件委员会建议国际社会取消或放松对国际旅行的限制。
2月9日，全球嚴重特殊傳染性肺炎確診人數破4億人染疫、死亡人數逾577萬人。
3月9日，香港單日確診人數多達 58,000 人，是有記錄以來最高，香港醫療系統瀕臨崩潰。
4月27日，世界衛生組織表示Omicron变异株已成為當時全球流行的主流变异株。
5月5日，习近平主持召开中共中央政治局常务委员会会议，他表示防控方针由党的性质和宗旨决定，必须坚持动态清零，坚决同一切歪曲、怀疑、否定中国防疫方针政策的言行作斗争。
11月26日起，中国城市陆续爆发了白紙運動
，要求习近平当局停止动态清零政策。
12月7日，中国国务院联防联控机制发布“新十条”，结束了自2020年1月23日起实施的清零政策。。
12月26日晚，中华人民共和国国家卫生健康委员会正式宣布將自1月8日起下修2019冠状病毒病的防控級別，從「乙類甲管」改為「乙類乙管」，並且調整邊境管控措施，出入境無需核酸檢驗報告，而大陸居民也將被允許自由出入境。大陸將其命名由「新冠肺炎」更名為「新型冠狀病毒感染」，並將其視為已經流感化的結果。“新十条”实施后，中国大陆的感染人数出现大幅增长，甚至出现药品供应紧张，医疗系统压力骤增，殡葬火化速度无法消化众多患病死者。一些国家因应中国大陆的疫情不明确，故而限制当地居民申请签证，或者要求自中国大陆入境者在入境时进行病毒检测。

### 2023年
2023年1月10日，世卫组织发言人卡拉·德赖斯代尔（Carla Drysdale）在发布会上宣布，世卫组织突发事件委员会定当地时间1月27日开会，探讨2019冠状病毒病疫情大流行是否仍构成全球卫生紧急事件。
2023年2月16日，中共中央總書記習近平主持召開中共中央政治局常委會，宣布「取得疫情防控勝利，創造了人類史上走出大流行的奇蹟」。
2023年3月1日，香港全面取消口罩令，共維持了959天。
2023年5月5日，世界卫生组织总干事谭德塞在发布会上宣布，COVID-19疫情不再构成国际关注的突发公共卫生事件。
截至2023年3月10日，全球因COVID-19報告的病例超過6.76亿； 已有超過6,880,000人死亡。
2023年8月30日起，入境中国大陆地区的人员无需进行入境前新冠病毒核酸或抗原检测。

### 2024年
2024年1月10日，北京科興中維生物技術公司確認，科興生物「克爾來福」疫苗已經停產，病毒學家常榮山曾經建議不要打滅活疫苗，並說病毒流行株的抗原性變化較大，最好打mRNA疫苗、重組蛋白疫苗。中國生物製藥在2024年1月15日透露，通過投資科興中維，從中收到接近60億元人民幣的分紅，當時疫苗存貨仍有大約4億支。

## 疫情發展

### 各地病例
注2：确诊病例数包含死亡及治愈病例。
注3：美国、法国、澳大利亚的数据只包含本土地区，不含属地及其他特殊政区。

### 死亡率

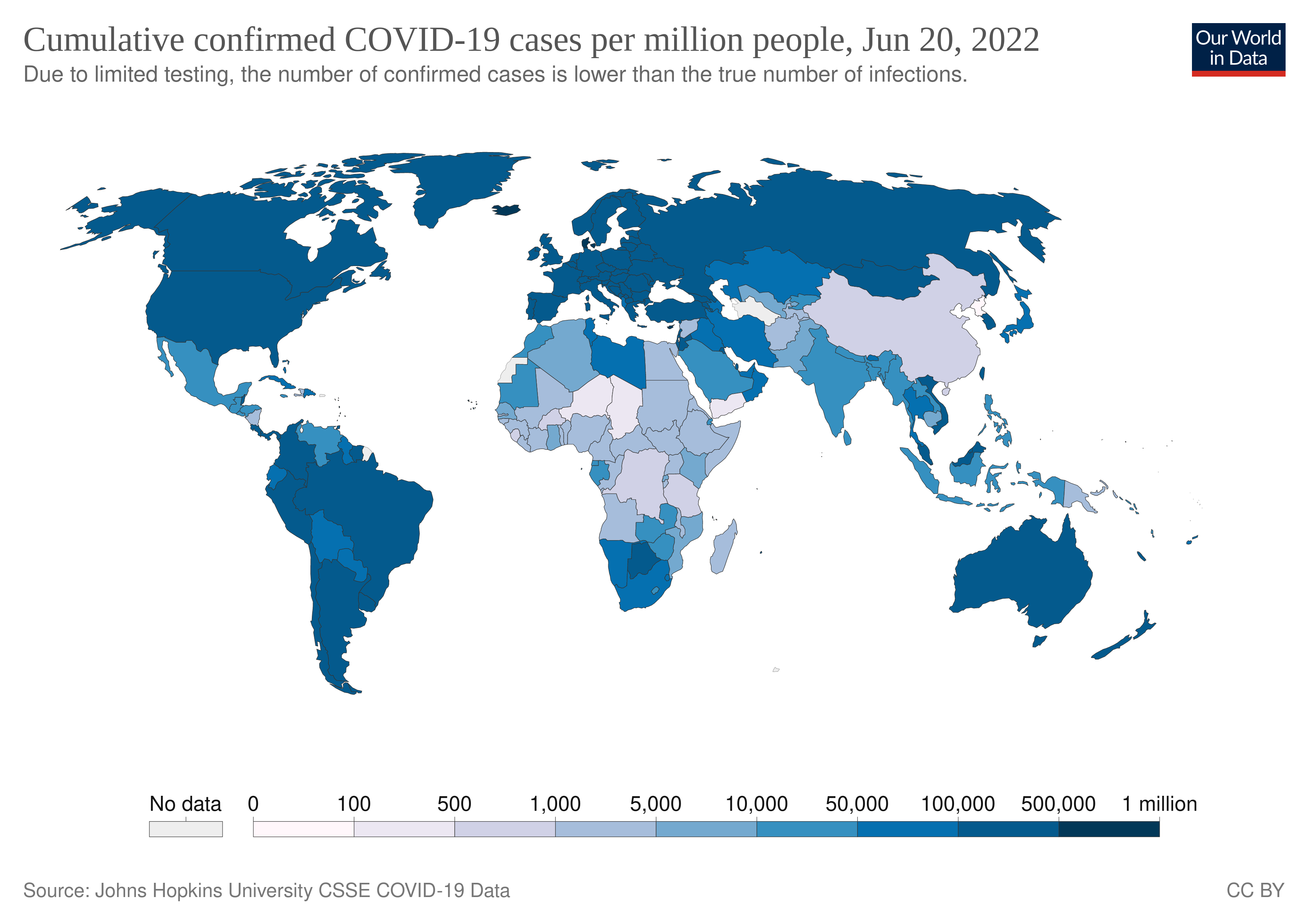
嚴重特殊傳染性肺炎疫情各国家或地区确诊病例数密度（每百万人）

嚴重特殊傳染性肺炎疫情中国大陆与其他地区每日新增病例数对比
中国大陆每日新增数
中国大陆以外其他地区每日新增数
欧洲每日新增数
美洲每日新增数
其他地区每日新增数红色曲线为全球总计病例数

### 疫情傳播推算
2020年1月20日，即中國武漢一日通報超過100宗新增個案後，香港大學新發病毒性疾病學講座教授管軼認為武漢市政府未查出病毒感染源頭及傳播途徑，故未能成功控制疫情，導致肺炎疫情擴大，憂慮今後有機會出現超級傳播者，令個案再次大幅增加。香港中文大學系統科講座教授許樹昌指病例大增相信是因為外圍醫院開始快速測試，同時表示此次肺炎疫情大約有1/4是嚴重個案，與2003年SARS事件的比例類似，但評估傳播力較SARS更弱。
同日下午，中國國家衛健委高级别專家组召開記者會，中國疾病预防控制中心流行病学首席科學家曾光指出100多例病例相对武汉人口來講是少數，他还表示只要做好公共衛生措施，完全可以逆轉。國家呼吸系统疾病临床研究專家鍾南山表示，確定2019新型冠状病毒會人傳人，但武漢會有很嚴格的篩查檢測措施，並强調預防和控制最有效的方法是早發現早治療，確診病例的隔離治療非常重要。他還說此種冠状病毒至今為止没有特效藥物可以治療，但是現在正在進行一些動物試驗觀察。由於疫情發生臨近春節期间，鍾南山强調要防止傳播，防止出現超級傳播者，並强調疫情不會像17年前SARS造成的社會影響以及經濟損害。
2月初，美國國家過敏和傳染病研究所所長安东尼·福奇認為病毒傳染性相當高，擔憂「幾乎可以肯定會成為一種流行病」，美國疾病控制與預防中心前總監托馬斯·R·弗里登認為病毒受控的可能性在減弱。世界衛生組織公共衛生緊急計劃執行主任瑞安（Mike Ryan）則相信病毒仍可受控，中國國家衛健委高級別專家組組長鍾南山指疫情仍屬上升期，但推測有望在10-14日內達至高峰。2月11日，鍾南山預測中國疫情會在2月中下旬達到頂峰，可能在4月結束。
2月中旬开始，2019冠狀病毒病开始在大韩民国、意大利、伊朗及日本等国开始迅速蔓延，除中国外的每日新增确诊人数超过中国国内新增确诊人数。
3月12日，钟南山在广东省人民政府新闻发布会上，认为如果外国参照中国对疫情给予重视，疫情有望在6月結束。

### 病例數推算
2020年1月17日，倫敦帝國學院流行病學專家弗格森在網站上發表一篇標题為“Estimating the potential total number of novel Coronavirus（2019-nCoV） cases in Wuhan City, China”（關於中國武漢市2019-nCoV病毒潜在病例總量的估計）的文章，根據國外數據使用費米估算推算截至1月12日，中國武漢新型冠状病毒病例的潜在總數為1723例。1月22日，中國疾病預防控制中心主任高福回應認為這是個理論上的最大數，目前來看未有發生此數學模型推算的情況。实际上，上述估计的95%信賴區間为427–4471。
1月21日，香港大學醫學院世衞傳染病流行病學及控制合作中心透過更加複雜的貝葉斯數學模型，推算指截至1月17日，武漢可能已有1300多宗病例，若平均估計則有約1680宗，創立總監梁卓偉認為此推算與倫敦帝國學院專家推算可能有超過1700宗個案是相互引證。该中心同时推算中國各省市可能已有300多宗武漢輸出的個案，最佳估算是超過100宗，其中北京17宗、上海15宗、廣州14宗、深圳10宗。梁卓偉又估算直至1月31日，武漢外省市有可能再增10宗，並說結果顯示最佳估算是香港無個案，若有至多3宗。
1月22日，倫敦帝國學院使用新數據估計，截止至1月18日，武漢已有4000人感染此病（95%信賴區間：1700-7800）。
1月23日，英國蘭開斯特大學、格拉斯哥大學及美國佛羅里達大學推出論文，如果疫情不受控制，估計2月4日單單在武漢市感染人數將會在13萬人至27萬人之間。
1月26日，中共武漢市委副書記兼市長周先旺指已接獲618宗確診個案，而懷疑個案及發熱門診留觀個案加總有約2700宗，以45%確診率估計，市內確診個案可能還會增加大約1000宗。他又透露由於春運及疫情，已有500多萬人離開武漢，武漢尚有900多萬人。
1月27日，香港政府專家顧問團成員、香港大學醫學院世衞傳染病流行病學及控制合作中心創立總監梁卓偉在記者會上表示，利用研究模型，僅考慮武漢「封城」的情況下，推算武漢截至25日已有25360宗可確診，約4.4萬人被感染，又認為武漢「封城」的隔離措施是正確，但未必有效斬斷感染鏈，可能不能再明顯改善全中國疫情，預計重慶及北上廣深會有大爆發，各城市疫情將在4至5月陸續到達高峰。
2月1日，梁卓偉與研究團隊，在醫學期刊《刺胳針》發表報告，以模型推算1月25日前，武漢已經有75800多人感染新型肺炎，其後傳播至重慶、北京、上海、廣州和深圳；若病毒傳播能力不減，武漢疫情將在4月到達高峰，中國多個主要城市可能持續有本地爆發，會隨武漢高峰期後1、2星期後進入高峰。
2月2日，袁國勇認為若新型肺炎傳播率有1/5，類似流感，而死亡率有1%，則香港有機會有140萬人感染，1.4萬人死亡。2月6日，袁國勇重申新型冠狀病毒傳播力強，估計香港有140萬人感染是有科學基礎及並不誇張，須採取一切切實可行措施防治。
通过对一定区域的居民进行抽取血液样本并检测人体为应对2019冠状病毒病的病原体SARS-CoV-2而产生的特异性抗体，可以有效估算该地区2019冠状病毒病的确诊病例，包括从未表现出症状且未被发现的无症状感染者，占当地人口的真实占比，而由于2019冠状病毒病患者大多症状轻微的特点，这一数值往往比当局公布的确诊病例数高数倍。在疫情原发地武汉市，先前当局采用相应症状配合活病毒检测阳性的方法，得到武汉确诊病例数为50,354人，占武汉当地人口的0.4%；而疫情期间及结束后，南方医科大学等四所高校团队、香港大学袁国勇团队、中国疾病预防控制中心分别独立通过血清抗体阳性法进行检测，结果均表明武汉全体居民的SARS-CoV-2对应特异性抗体阳性率在4%左右，是公布的确诊病例数的近10倍。在美国，美国疾病控制与预防中心同样通过血清抗体阳性法进行检测，结果表明截至2020年9月底，全美可能感染SARS-CoV-2的居民则为当时美国确诊病例的八倍。2020年10月5日，世界卫生组织表示，根据“最确切推算”，全球约10%的人口可能已感染病毒，而当时全球确诊病例只有3300万例，约占全球总人口的0.4%。

## 影響

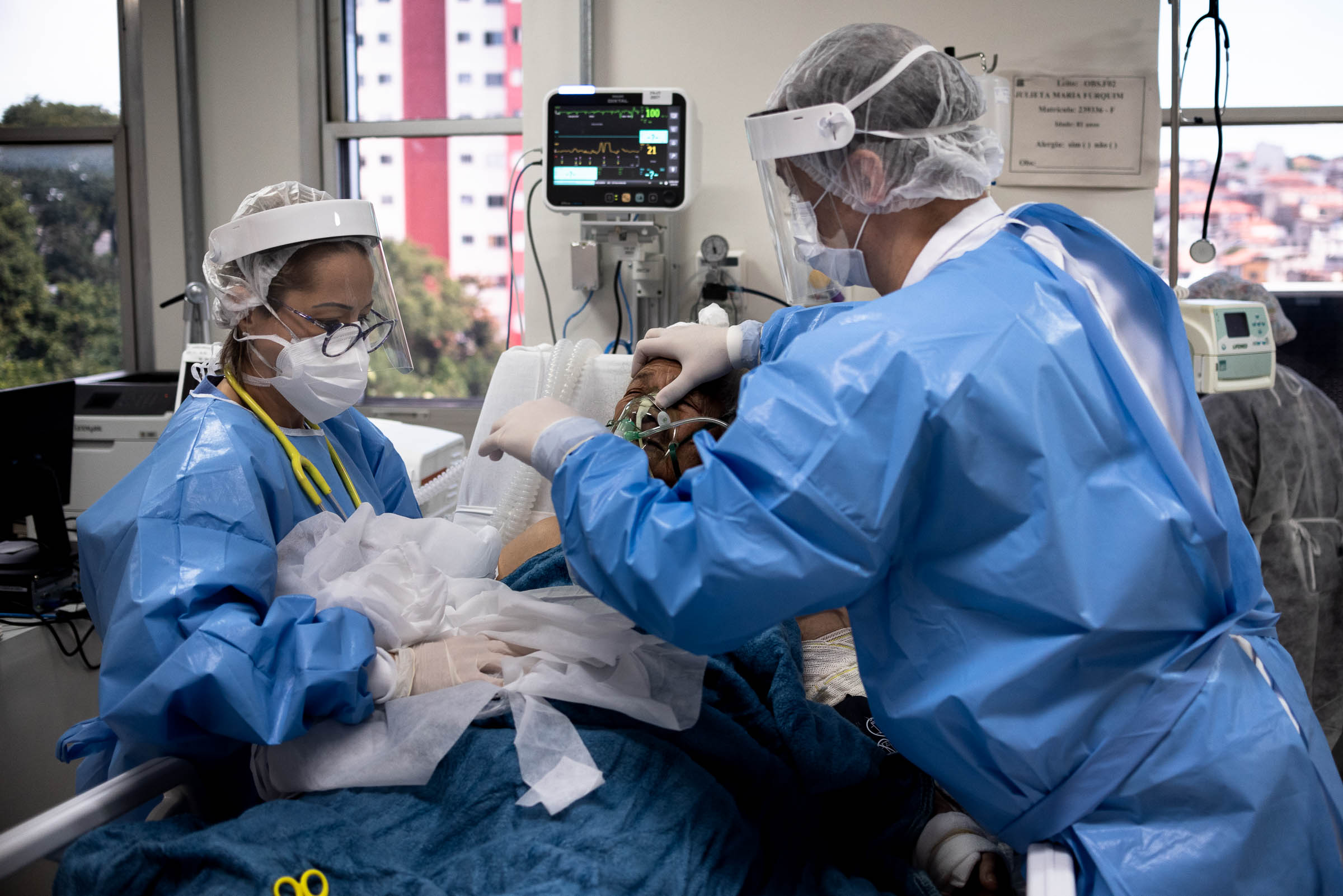
醫療專業人員在聖保羅重症監護室治療一名病情危重的COVID-19患者

### 經濟

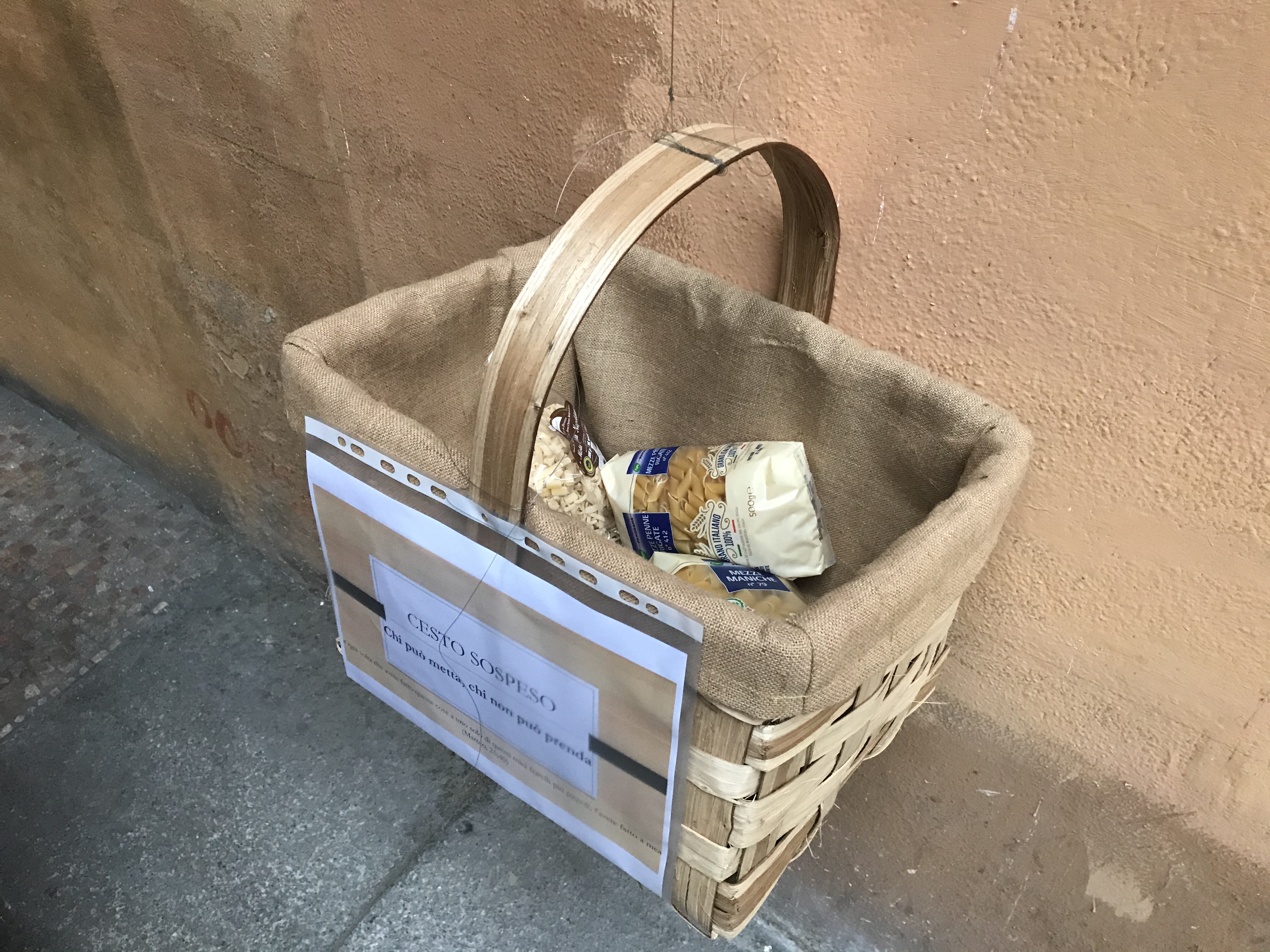
“那些可以放入東西的人，放入些东西（捐助）；那些不能的人，救助自己。”（2020年4月拍摄于意大利的博洛尼亞）

疫情是對全球經濟的重大破壞穩定的威脅。经济学人信息社的阿加特·德馬萊斯（Agathe Demarais）預測，市場將保持波動，直到潛在結果的清晰形像出現。來自圣路易斯华盛顿大学的專家的一項估計對全球供應鏈產生了超過$3000億美元的影響，這種影響可能持續長達兩年。由於中國境外COVID-19病例數量大幅增加，全球股票市場在2月24日下跌。

#### 供應短缺

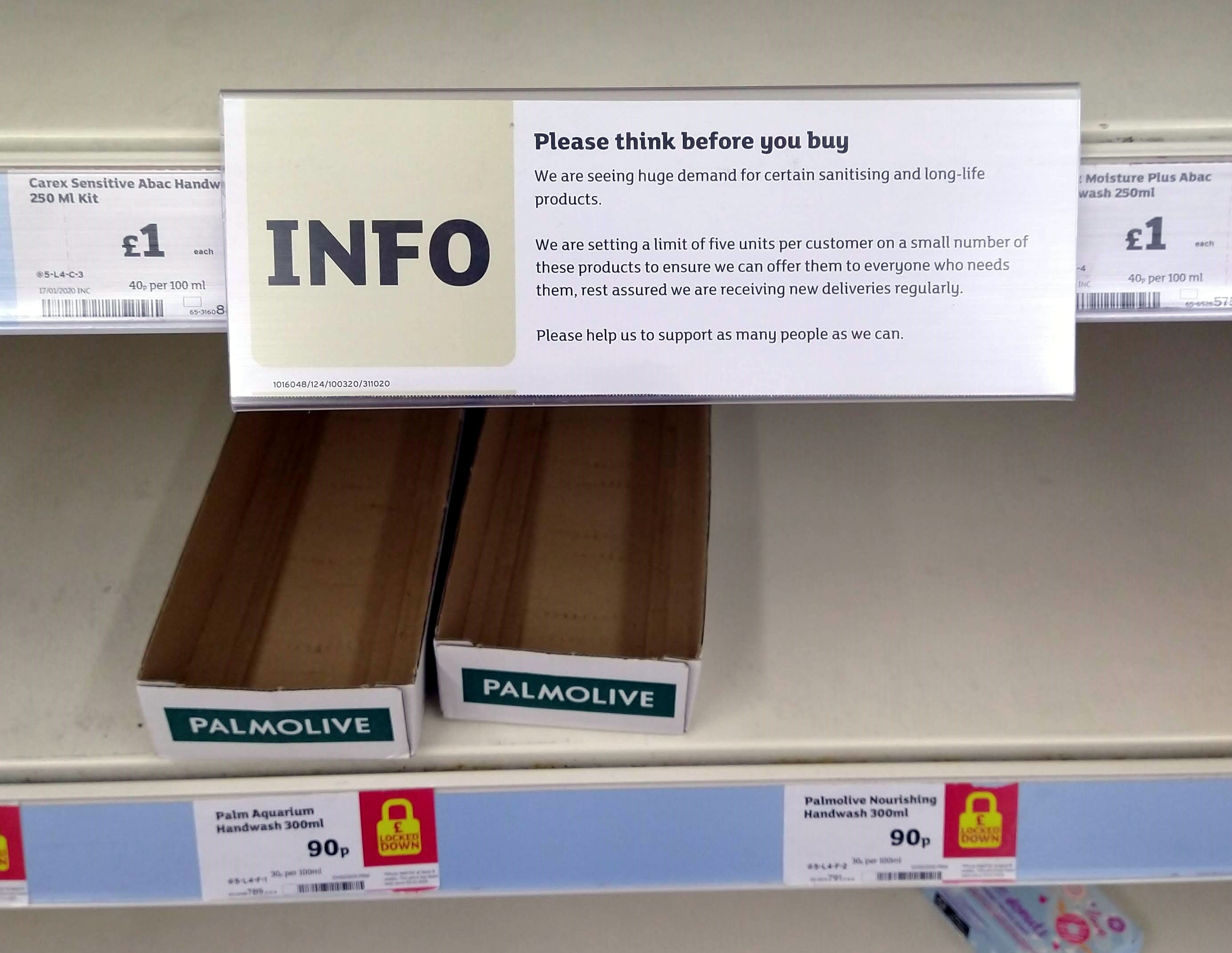
2020年3月倫敦的部分超市開始限購部分高需求商品

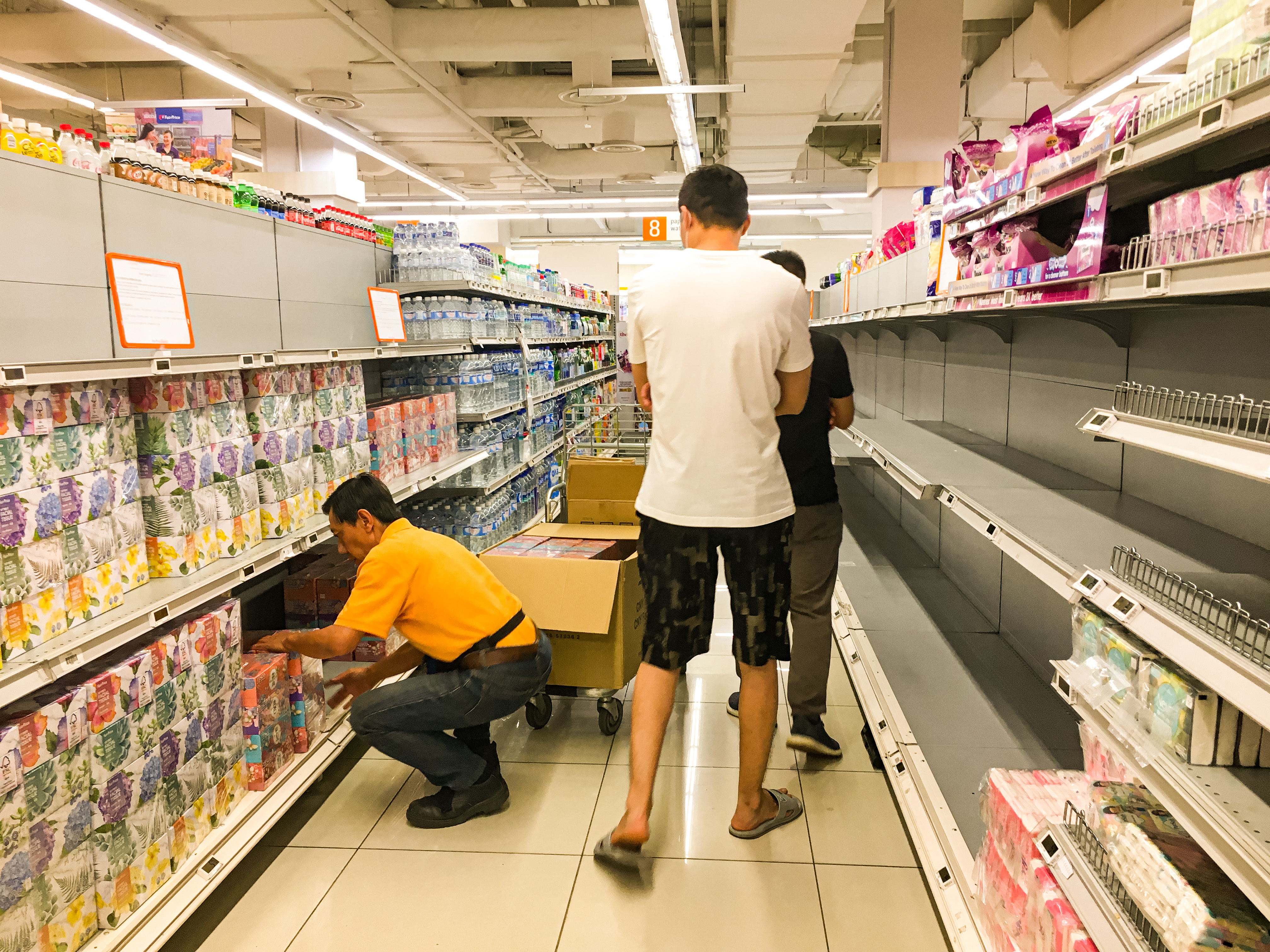
對嚴重急性呼吸綜合症冠狀病毒2型的擔憂已導致世界範圍內對廁紙、泡麵、麵包、大米、蔬菜、消毒劑口罩、和外用酒精的搶購

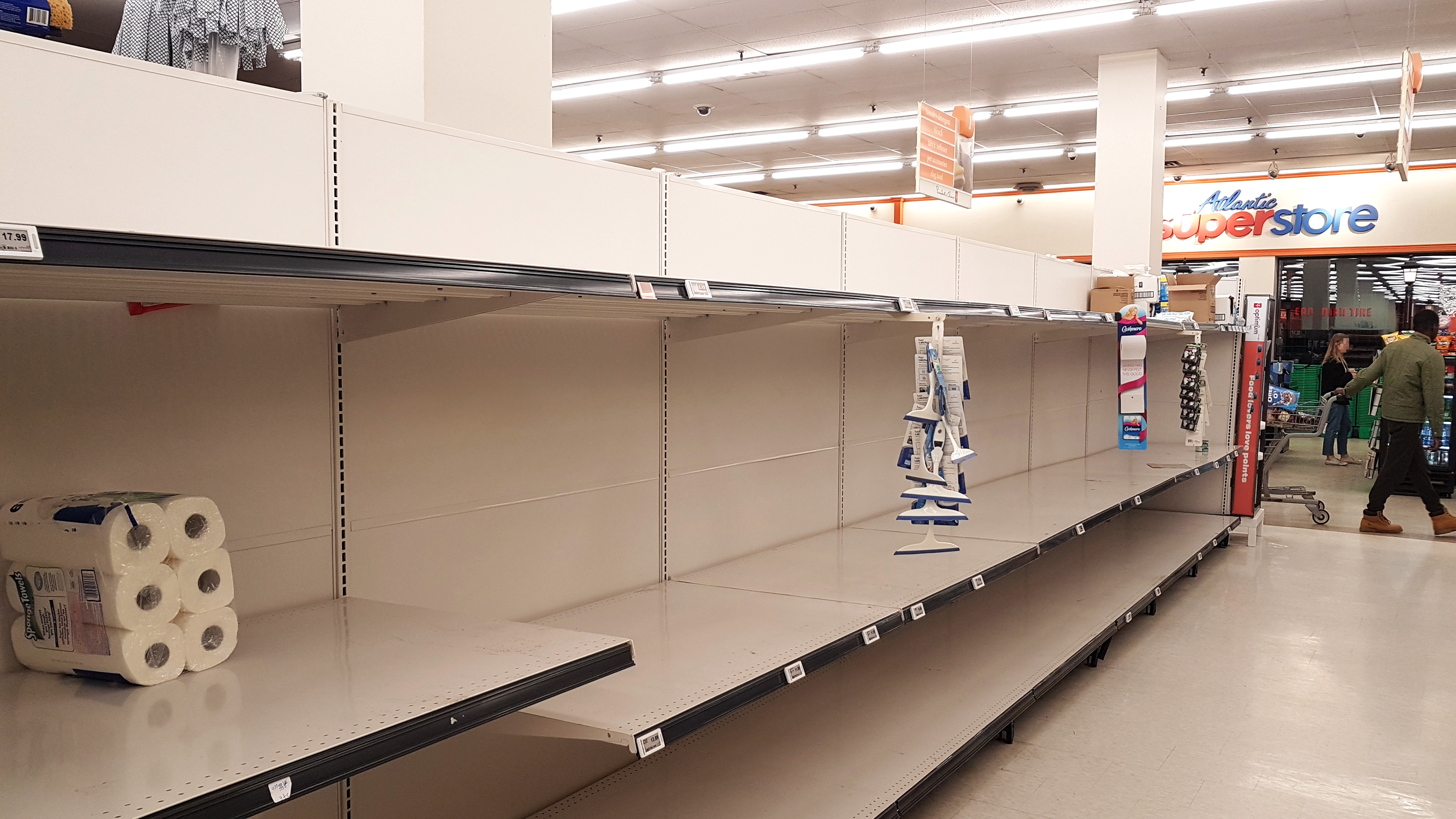
2020年，加拿大新斯科舍省哈利法克斯市民抢购的商品仅剩下卫生纸

疫情被歸咎於若干供應短缺的情況，這是由於在全球範圍內使用更多的設備來抗擊疫情，恐慌性購買（在某些地方導致貨架上的食品，衛生紙和瓶裝水等雜貨必需品被清空），以及工廠和物流運作的中斷。恐慌性購買的蔓延已经被發現源於感知到的威脅，已经感知到的稀缺性，對未知事物的恐懼，應對行為和社會心理因素（例如社會影響和信任）。尤其是技術行業，已警告電子商品的運輸延遲。據世衛組織總幹事谭德塞稱，對個人防護設備的需求已增長了一百倍，導致價格上漲到正常價格的二十倍，並且還拖延了四到六個月的醫療用品供應。它還造成了全球個人防護裝備的短缺，世界衛生組織警告說，這將危及衛生工作者。

#### 石油和其他能源市場
到2020年2月上旬，由於中國需求下降，石油價格急劇下跌之後，石油輸出國組織（简称：欧佩克，OPEC）陷入困境。在4月20日星期一，西得克薩斯中質油（WTI）的價格下跌至紀錄低點（每桶負$37.63美元），原因是交易商減持庫存，以免取貨並招致倉儲成本。6月價格下跌，但在正區間內，每桶西德克薩斯原油交易價格高於$20美元。

### 文化
表演藝術和文化遺產業受到這一流行病的深刻影響，影響了組織的運作以及全球範圍內的受僱和獨立人士。藝術和文化部門組織試圖履行其使命（通常是由公共資金資助），為社區提供文化遺產的通道，維護員工和公眾的安全，並在可能的情況下支持藝術家。到2020年3月，博物館，圖書館，表演場所和其他文化機構在世界各地不同程度地被關閉，展覽，活動和表演被取消或推遲。作為響應，人們正在努力通過數字平台提供替代服務。

### 政治

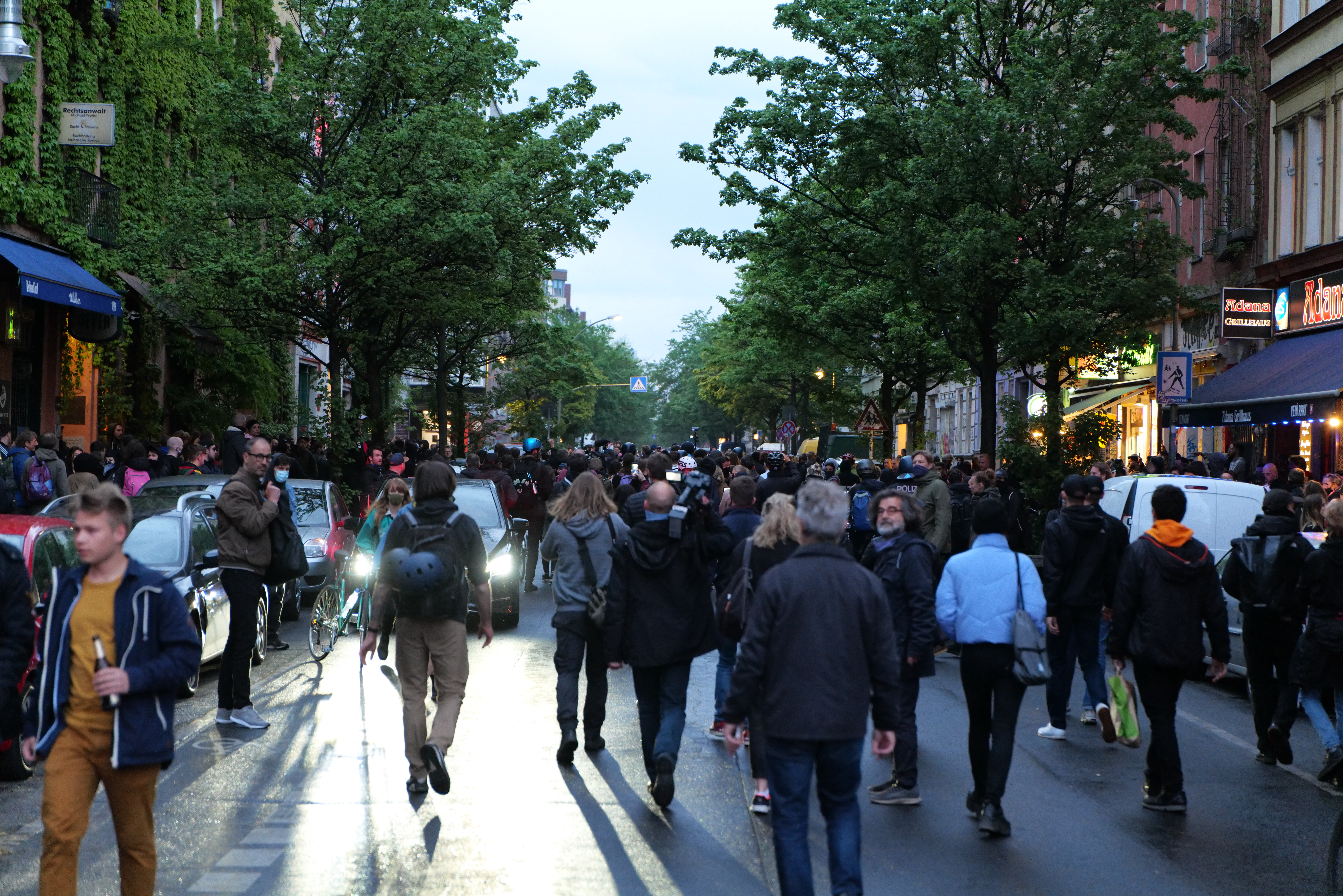
2020年5月1日的德国劳动节示威

疫情影響了多個國家的政治體系，導致立法活動被暫停，多個政客的被隔离或死亡，以及由於擔心傳播這種病毒而重新安排選舉的時間。
從5月下旬開始，針對乔治·弗洛伊德之死的事件，在至少200個美國城市以及後來的全球範圍內，針對警察暴行的大規模抗議活動引發了人們對該病毒死灰復燃的擔憂。

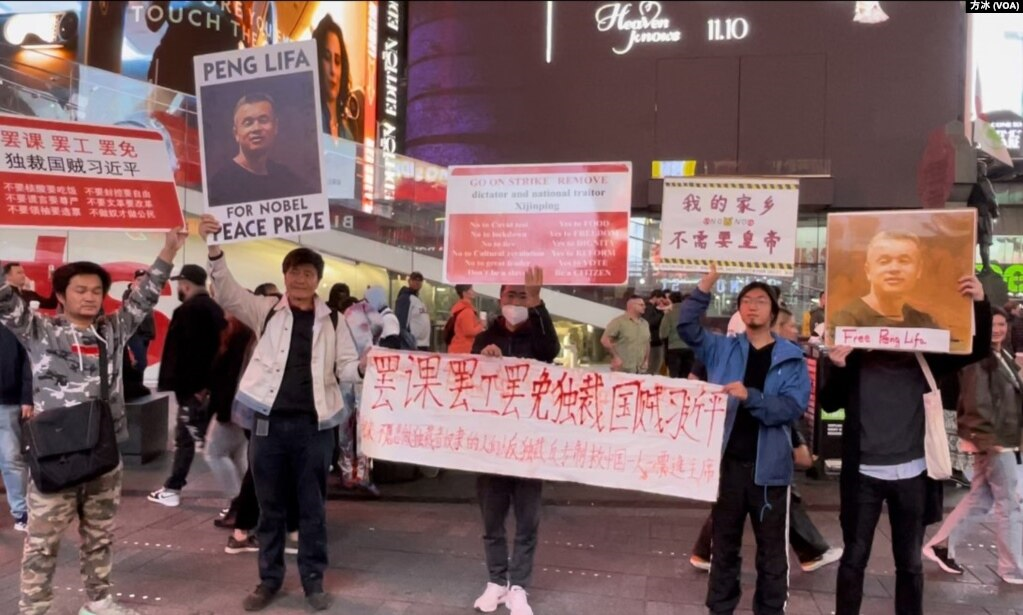
海外聲援中國白紙運動示威者

在中国大陆，2022年12月7日前，中共中央总书记习近平领导的党政机关推行清零政策及实行长期的严格封控应对新冠疫情，在2022年下半年已经出现北京四通桥抗议、郑州富士康抗议和广州市海珠区抗议等民间反抗，部分地区也出现被封控小区的居民强行拆除封控设施的情况。2022年10月中共二十大召开时，习近平在二十大报告中提出坚持“动态清零不动摇”。在2022年11月24日的乌鲁木齐火灾后，全国各地爆发了“白纸运动”，甚至一度有集会群众喊出“习近平下台”的口号。最终国务院联防联控机制在2022年12月7日公布了“新十条”，取消强制集中隔离，持续近三年的清零政策宣告结束。

### 教育
疫情影響了全世界的教育系統，導致學校，大學和學院幾乎完全關閉。
全世界大多數政府已暫時關閉教育機構，以遏制COVID-19的傳播。截至2020年6月7日，由於應對大流行而關閉學校，目前約有17.25億學生受到影響。 根據联合国儿童基金会的監測，目前有134個國家在全國範圍內實行停課，有38個國家在本地實施停課，這影響了全球約98.5％的學生。 目前有39個國家的學校開學。
為應對學校停課，联合国教科文組織（UNESCO）建議使用計劃以及開放教育資源應用程序和平台，學校和教師可利用該平台和平台遠程接觸學習者並限制教育的中斷。

### 環境和氣候
疫情在世界範圍內造成的破壞已經對環境和氣候造成了許多影響。計劃旅行的大幅減少使許多地區的空氣污染大幅下降。
然而，疫情也掩蓋了非法活動，例如亞馬遜雨林的森林砍伐和非洲的偷獵活動，阻礙了環境外交努力，並造成了一些人預測的經濟後果，將減慢對綠色能源技術的投資。

### 排外主義及種族主義
自疫情爆發以來，世界各地對華人和東亞血統的人們的偏見、仇外心理和種族主義加劇。2月份的報告（当时大多數病例僅限於中國）記錄了在世界各地的群體中有關中國人應受該病毒表達的種族主義情緒。馬來西亞、新西蘭、新加坡、日本、越南，和韓國等國家的公民遊說禁止中國人進入其國家。 英國和美國的中國人和其他亞洲人報告說，種族主義的虐待和攻擊行為在增加。

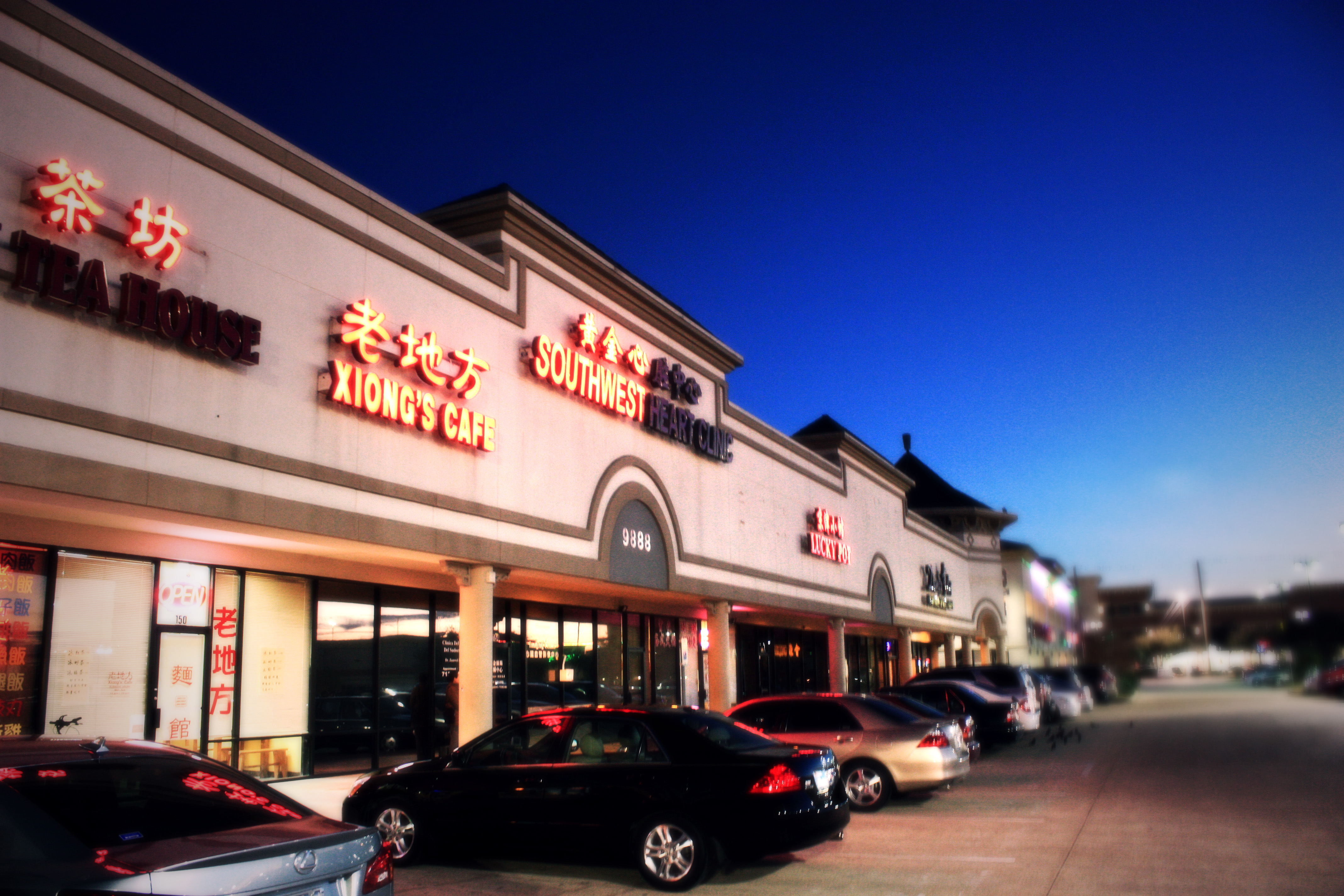
在疫情爆發初期，休斯敦唐人街經歷了業務減少，當時病例仍然很少

隨著疫情發展到新的熱點國家，來自意大利（歐洲第一個嚴重爆發COVID-19的國家）的人們也受到懷疑和排外主義的困擾，以及其他國家的熱點國家的人們。在公共衛生部門將一個伊斯蘭傳教團體於2020年3月上旬在新德里舉行的集會視為傳播源之後，印度對在印度的穆斯林的歧視加劇。在巴黎也曾經因為警察在冠狀病毒封鎖期間不公平地對待少數民族，進而導致暴動的發生。波斯灣阿拉伯國家對南亞人和東南亞人的種族主義和排外主義有所增加。一些人指責韓國的LGBTQ社區在首爾傳播了COVID-19。

## 傳播
正在進行的COVID-19研究在美國國家衛生院（NIH）的COVID-19作品集（Portfolio）中被索引和被搜索。許多報社取消了一些或所有與冠狀病毒相關的文章和帖子的線上付費牆，而科學出版商通過開放獲取的方式提供了與爆發有關的科學論文。 一些科學家選擇在諸如bioRxiv之類的开放获取预印本服務器上快速共享其成果。

### 陰謀與假消息
疫情導致有關疫情規模以及2019冠状病毒病的起源、預防、診斷，和治療的錯誤資訊和陰謀論。虚假信息，包括故意的虚假信息，已经通过社交媒体，短信和大众媒体传播。 据报道，它还受到国家支持的秘密行动的蔓延，在其他国家引起恐慌和播下不信任。 记者因涉嫌散布有关大流行的假新闻而被捕。 它也已由名人，政客和其他知名公众人物传播。
商业诈骗声称提供家庭测试，假定的预防措施和“奇迹”疗法。几个宗教团体声称他们的信仰会保护他们免受病毒感染。有人声称这种病毒是人口控制方案，间谍活动的结果，或5G升级到蜂窝网络导致的副作用意外。
世界衛生組織已宣布有關該病毒的不正確信息的“信息流行病（infodemic）”，對全球健康構成風險。雖然相信陰謀論並不是一種新現象，但在COVID-19大流行的背景下，這可能會導致不利的健康影響。 認知偏误，例如妄下結論和確認偏误，可能與陰謀信念的發生有關。

## 外部連結
| 世界卫生组织 - . 世界衛生組織 （中文（简体））. - . 世界衛生組織. 2020-02-02 （中文（简体））. - . 世界衛生組織. 2020-01-23 （中文（简体））. - . 世界衛生組織 （英语）. 中国大陆 - . 中华人民共和国国家卫生健康委员会宣传司 （中文（中国大陆））. - . 中国疾病预防控制中心 （中文（中国大陆））. - . 北京市卫生健康委员会 （中文（中国大陆））. - 周旺; 王强; 胡克. . 贵州省卫生健康委员会. 湖北科學技術出版社. 2020-01-26 （中文（中国大陆））. - 国家卫生健康委员会. 中国健康教育中心 , 编. (PDF). 中国健康教育中心. 2020-02-05 （中文（中国大陆））. 台灣 - . 衛生福利部疾病管制署 （中文（臺灣））. - 因應武漢肺炎國際分享專區 - 外交部（页面存档备份，存于） - . 衛生福利部 （中文（臺灣））. - . 臺北市政府衛生局 （中文（臺灣））. - . 新北市政府衛生局 （中文（臺灣））. - (PDF). 国家教育研究院 （中文（臺灣））. 其他地区 - . 加拿大政府 （英语）. - . 欧洲疾病预防控制中心 （英语）. - . 欧洲疾病预防控制中心 （英语）. - . 新加坡卫生部 （英语）. - . 新加坡卫生部 （英语）. - . 美国疾病控制与预防中心（CDC） （中文（中国大陆））. - . 美国国立卫生研究院 （英语）. - . 美国国家职业安全卫生研究所 （英语）. - (PDF). 美国国家职业安全卫生研究所. doi:10.26616/NIOSHPUB2018130 （英语）. | - . Curlie （英语）. - . Curlie （中文（中国大陆））. - . OpenMD （英语）. - . 世界卫生组织 （英语）. - . 約翰·霍普金斯大學 （英语）. - . 約翰·霍普金斯大學 （英语）. - . Worldometers （英语）. - . Our World In Data （英语）. - . 健康指标和评估研究所（IHME） （英语）. - . STAT （英语）. - . 日本經濟新聞 （日语）. - . BMJ （英语）. - . Elsevier （英语）. - . 美国医学会杂志 （英语）. - . 柳叶刀 （英语）. - . 自然 （英语）. - . 新英格兰医学杂志 （英语）. - . 公共科学图书馆（PLOS） （英语）. - . Wiley （英语）. - . YouTube （英语）. |